# RWD–15
Az RWD–15 lengyel ötszemélyes sport- és túrarepülőgép, amelyet az RWD csoport tervezett Stanisław Rogalski vezetésével 1935–1936-ban.

## Története
A háromüléses RWD–13 megnövelt változataként tervezték. Az SP-BFX lajstromjelű prototípus 1937 tavaszán repült először. A rövid fel- és leszállási úthosszal rendelkező repülőgéppel 1938-ban folytak a tesztelések. Két változatának a gyártását tervezték: egy turista- és sportváltozatot, valamint egy mentőrepülőgép változatot.
A Lengyel Légierő 10 darabot rendelt a típusból futár feladatokra. A második világháború kitörése miatt ez a rendelés azonban nem teljesült. 1939 első felében a DWL repülőgépgyár a prototípuson túl további öt darabot épített, az utolsót 1939 augusztusában. Az elkészült gépek közül egy volt mentő változat, ennek típusjelzése RWD–15S volt. Tervezték a gép légi fényképező változatának kifejlesztését is, de a háború miatt erre nem került sor.

## Alkalmazása
Egy gépet (SP-ALA) a Lengyel Elnöki Hivatal vásárolt. Ez és egy RWD–15S mentő változatú gép formálisan a Lengyel Légierő állományába tartozott és a varsói 1. repülőezrednél állt szolgálatban. 
Egy a SP-KAT lajstromjelű gépet az LOPP lengyel honvédelmi szövetség használta. Ezt később átalakították nagytávolságú repülésekhez. Az átalakítás után a gép típusjelzése RWD–15bis lett. A géppel marketing célból Ausztráliába terveztek távrepüléseket, ez azonban Lengyelország német megszállása miatt meghiúsult. 
Az SP-BFX lajstromjelű prototípust 1939-ben eladták Palesztinába került, ahol az Aviron nevű légitársaság használta és még a második világháború után is repült egy darabig.
Egy gépet az Egyesült Államokba szállítottak az 1939-es világkiállításra. Ez a gép a második világháború miatt ott maradt. Egyes információk szerint ott eladták, de ilyen típusú gép nem szerepel az amerikai lajstrom-nyilvántartásban.
A Lengyelország elleni német támadás után, 1939 szeptemberében az SP-KAT és az SP-ALA jelzésű gépeket Romániába evakuálták, ahol kezdetben polgári gépként használták őket, később a Román Légierő üzemeltette a gépeket futárrepülőgépként.